# João Antunes Tio
João Antunes Tio (Morrinhos, Tubarão, 1810 – 1878) foi um político brasileiro.
Foi o primeiro presidente da Câmara de Vereadores de Tubarão, sendo assim o primeiro mandatário do município, devido ao regime imperialista da época.